# Slag bij Wilson's Wharf
De Slag bij Wilson's Wharf vond plaats op 24 mei 1864 bij Charles City, Virginia tijdens de Amerikaanse Burgeroorlog. Deze slag is ook gekend als de Slag om Fort Pocahontas.
Op 24 mei viel de Zuidelijke generaal-majoor Fitzhugh Lees cavaleriedivisie de Noordelijke opslagplaats bij Wilson’s Warf aan langs de James. Deze aanval werd afgeslagen door twee Afro-Amerikaanse regimenten onder leiding van brigadegeneraal Edward A. Wild. De regimenten waren net een nieuw fort aan het bouwen, namelijk Fort Pocahontas.

## Achtergrond
Wild, een dokter en fervent tegenstander van slavernij, had zijn linkerarm verloren tijdens de Slag bij South Mountain. Hij richtte een eenheid op van voormalige slaven. Deze eenheid werd Wilds African Brigade genoemd. Tijdens de winter van 1863 en 1864 voerde hij zijn soldaten aan tijdens een expeditie langs de kust van North Carolina. Hij joeg de plaatselijke blanke bevolking, die sinds het begin van de 18de eeuw slaven had, hevige schrik aan.
In mei 1864 werd Wilds brigade aan land gezet in Virginia om een fort te bouwen bij Wilson’s Wharf. Dit maakte deel uit van een reeks defensieve posten om de Noordelijke bevoorradingslinies van generaal-majoor Benjamin Butler tijdens de Bermuda Hundred-veldtocht te beschermen. Wilson’s Wharf lag langs een strategische bocht van de James. De reputatie van de brigade was berucht voor de Zuidelijken. Zijn soldaten lieten systematisch alle slaven vrij. Het merendeel sloot zich aan. De Zuidelijke kranten voerden de druk op om hier iets tegen te doen.
De militaire adviseur van de Zuidelijke president Jefferson Davis, generaal Braxton Bragg, stuurde hierop Fitzhugh Lees cavaleriedivisie om Wild te verslaan. Terwijl zijn oom, Robert E. Lee, slag leverde met Ulysses S. Grant bij North Anna; vertrok Fitzhugh Lee met elementen van drie cavaleriebrigades, de 5th South Carolina Cavarly en één kanon. De Zuidelijke generaal dacht een zootje ongeregeld te vinden, maar botste op alerte en strijdbare eenheid bij Fort Pocahontas.
Wild had 1.100 soldaten en twee kanonnen onder zijn bevel. Daarnaast was de USS “Dawn” in de nabijheid om het fort te helpen verdedigen. Het fort had de vorm van een halve maan en was 750 m lang. Het kon niet geflankeerd worden omdat beide zijden op de verhoogde oevers verankerd lagen. Voor het fort lag een diepe, brede gracht en een steile abatis.

## De slag
Rond de middag van 24 mei verjoegen Lees soldaten de Noordelijke voorposten bij Charles City Road op ongeveer 1,5 km van het fort. Rond 13.30u werd het fort belegerd.
Lee stuurde twee officieren onder bescherming van de witte vlag naar het fort met de vraag tot overgave. Hij beloofde dat de zwarte soldaten als krijgsgevangenen te behandelen. Wild stuurde een boodschap terug waarin stond “probeer maar het fort in te nemen als je kan.”
Lee werkte een tweevoudige aanval uit. De brigade van Willams C. Wickham stelde zich verdoken op ten oosten van het fort in de ravijnen van Kennon Creek. Het regiment van kolonel John Dunovant zou als eerste aanvallen vanuit westelijke richting met zijn 5th South Carolina. Dunovants manschappen rukten op tot aan de gracht en de abatis maar moesten zich onder het zware geweervuur terugtrekken. Ook Wickhams soldaten werden tijdens hun aanval onder vuur genomen door geweer- en kanonvuur vanaf het fort en van de kanonneerboot.
Terwijl Lee een zwak punt zocht in de vijandelijke verdediging, arriveerden er rond 16.00u Noordelijke versterkingen met de George Washington. Lee liet zijn soldaten zich terugtrekken naar Charles City Courth House om de volgende dag terug te keren naar het Zuidelijke hoofdleger.

## Gevolgen
De Zuidelijken verloren ongeveer 200 soldaten tijdens de aanval. De Noordelijken hadden zes doden en veertig gewonden te betreuren. Enkele Afro-Amerikaanse soldaten werden gevangengenomen. Eén werd teruggestuurd naar zijn eigenaar in Richmond. De rest werd neergeschoten. Hoewel deze slag weinig invloed had op het verloop van de grote veldtochten, scoorden de Noordelijken toch een grote overwinning voor de propaganda. Het was de eerste grotere slag tussen het Army of Northern Virginia en een Afro-Amerikaanse eenheid. De Zuidelijken, die het niet verdroegen verslagen te zijn door ex-slaven, beweerden dat ze tegenover een overmacht van 6 kanonneerboten en een grote eenheid van blanke Noordelijke soldaten stonden. In zijn verslag minimaliseerde Lee zijn sterkte en zijn verliezen.